# 1990 год в театре
1990 год в театре

## Постановки
- 31 января — «Христос и мы» Андрея Платонова, постановка Александра Дзекуна, Саратовский театр драмы.
- 20 декабря — премьера спектакля Геннадия Егорова «Сказ о солдате и Бессмертном Кощее»[1] по пьесе «Бессмертный Кощей» Василия Белова, Санкт-Петербургский театр «Патриот»[2][3].[значимость факта?]

## События
- В Москве основан театр «Кремлёвский балет».
- 9 февраля — в соответствии с постановлением Бюро Президиума Центрального комитета ДОСААФ СССР создан Ленинградский драматический театр «Патриот»[4][1].

## Деятели театра
- 22 декабря — балерина Мари-Клод Пьетрагала стала «этуалью» Парижской оперы[фр.].

### Скончались
- 8 марта — Михаил Медведев, актёр театра и кино.
- 9 июня, Саратов — Наталья Сухостав, режиссёр, сценарист и педагог.
- 5 августа — Пётр Любешкин, актёр театра и кино.
- 4 октября, Москва — Сергей Голованов, актёр театра и кино.
- 29 октября, Архангельск — Сергей Плотников, актёр театра и кино, народный артист СССР (1979).
- 22 ноября, Москва — Борис Рунге, актёр театра и кино.